# ویکتور والسی
ویکتور والسی (انگلیسی: Víctor Valussi; ۸ مهٔ ۱۹۱۲ – ۱ آوریل ۱۹۹۵) بازیکن فوتبال اهل آرژانتین بود.
از باشگاه‌هایی که در آن بازی کرده‌است می‌توان به باشگاه فوتبال اتلتیکو تیگره و باشگاه فوتبال بوکا جونیورز اشاره کرد.
وی همچنین در تیم ملی فوتبال آرژانتین بازی کرده‌است.